# Alfa Romeo Racing Italiano
Alfa Romeo Racing Italiano, известная в Европе как SCAR — Squadra Corse Alfa Romeo (с итал. SCAR — Гоночная Команда Alfa Romeo) —гоночная видеоигра для PlayStation 2, Windows и Xbox. Она была разработана компанией Milestone S.r.l. и выпущена в 2005 году.
Все автомобили в игре производятся компанией Alfa Romeo. В то время как большинство трасс находятся в Италии, некоторые из них находятся в других странах, таких как Германия и США. Отличительной особенностью игры является то, что для развития водителя используются система, почти идентичная ролевой игре. Кроме того, автомобили получают повреждения, как видимые, так и эксплуатационные, в результате столкновений или отклонения от курса.

## Игровой процесс

### Главное
Как и во многих гоночных играх, в игре есть "режим быстрой гонки" и режим карьеры (называемый "режим династии"). Начальный выбор автомобилей и трасс в режиме быстрой гонки очень ограничен; дополнительные варианты открываются по мере прохождения в режиме династии. Изначально режим династии имеет ограниченное количество событий, доступных для входа. Заняв третье или более высокое место в гонках, вы открываете новые гонки, серии гонок и чемпионаты. В то же время игра использует систему развития водителя, которая почти идентична ролевой видеоигре.
Эта тщательно продуманная система развития водительского опыта используется для усиления как игрока, так и автомобиля, который он использует. Очки опыта (называемые в игре просто XP) начисляются за различные достижения во время гонки, такие как обгон соперников или прохождение чистого круга. Подобно тому, как XP теряется после смерти в некоторых ролевых играх, неспособность закончить гонку аннулирует весь заработанный XP. При достижении определенных пороговых значений XP достигается новый уровень водителя и начисляется Очко Навыков. Эти Очки Навыков можно использовать для развития водителя и автомобиля. Дополнительные Очки Навыков начисляются за другие достижения. В некоторых гонках за первое поражение от определенного противника начисляется Очко Навыков. Существует также список достижений династии, за выполнение которых начисляется определенное количество Очков Навыков. Одним из таких достижений, например, является превышение определенной скорости в режиме династии.

### Оборудование и кастомизация
Все автомобили в игре производятся в реальной жизни компанией Alfa Romeo, и в любой гонке игрок всегда соревнуется с семью другими экземплярами модели, на которой он ездит. Игрок не может выбрать свой автомобиль для гонки, кроме как в режиме быстрой гонки, и даже тогда все машины противника имеют одну и ту же модель. Автомобили, предназначенные для начинающих, могут развивать скорость до 110 миль в час (177,02784 км/ч). Однако продвинутые автомобили могут развивать скорость 200 миль в час (321,86880 км/ч).
Автомобили не могут кастомизироваться; вместо этого настраивается водитель, хотя некоторые настройки водителя влияют на ускорение автомобиля, управляемость и устойчивость к повреждениям. Различные достижения в игре, в первую очередь достижение уровней XP, вознаграждаются Очками Навыков, которые могут быть распределены по девяти различным категориям, чтобы повлиять на характеристики автомобиля и водителя. Кроме того, игрок выигрывает гоночное снаряжение — шлемы, костюмы, перчатки и ботинки — выигрывая "гонки экипировки" или добиваясь определенного количества побед (а также нокаутов). Снаряжение также можно заработать, проходя испытания. Снаряжение, надетое водителем, может быть изменено, чтобы дополнительно повлиять на характеристики водителя (и автомобиля). Все снаряжение, которое разблокируется в игре, имеет минимальный уровень. Игроки, которые не соответствуют требованиям, не могут носить новое снаряжение, пока не достигнут этого уровня опыта. Разные управляемые компьютером соперники в гонке будут иметь разные очки навыков и экипировку, что приведет к различным навыкам вождения и выносливости как автомобиля, так и водителя. Имена всех гонщиков-соперников указаны в составах и результатах.

### Качества водителей
Во время гонки уникальный "Эффект Тигра" игры позволяет игрокам отмотать время назад на несколько секунд и попробовать еще раз. Как правило, это используется для предотвращения аварий. Эффект Тигра не приводит автоматически к тому, что игрок избегает аварий; обычно игрок может, по крайней мере, смягчить последствия. В редких случаях вторая попытка игроков может на самом деле ухудшить ситуацию. Очки Эффекта Тигра уменьшаются на 1,0 единицы при каждом их использовании. Например, использование Эффекта Тигра, когда у игрока 1,7 очков, уменьшит очки Эффекта Тигра до 0,7, что делает его бесполезным до тех пор, пока счетчик не увеличится на 0,3 очка. Объяснения в игре предполагают, что Эффект Тигра предназначен для демонстрации острой способности опытного водителя предвидеть опасность и избежать ее.
Качества, которые нужно улучшать по ходу игры, называются "Здоровье", "Видение", "Устрашение", "Управляемость", "Ускорение", "Восстановление", "Сосредоточенность", "Предвидение" и "Выносливость". Некоторые из них влияют на водителя, другие - на автомобиль, а некоторые влияют и на то, и на другое. Накопление очков "Предвидения" может помочь увеличить частоту, с которой игрок может повернуть время вспять и попытаться предотвратить аварии в одиночной гонке. Аналогичным образом, накопление очков "Здоровье" может помочь игроку быстрее выздоравливать, так что у него меньше шансов потерять концентрацию на гоночной трассе.
Все водители начинают каждую гонку со всеми имеющимися у них очками состояния пилота. Движение вплотную за другим водителем снижает их текущие баллы состояния водителя. Если водитель теряет все такие очки состояния водителя, игра называет это Нокаутом. Управляемые компьютером противники могут делать то же самое с игроком и друг с другом. Если игрок получает Нокаут, он временно теряет контроль. Об этом свидетельствует размытая графика, громкий звук и разница в реакции автомобиля.
В конце концов Нокаут заканчивается, и очки состояния водителя начинают восстанавливаться в соответствии со скоростью, установленной в статистике игрока. Когда водители, управляемые компьютером, терпят нокаут, их вождение становится заметно медленнее и немного неустойчивым. Опытные игроки смогут распознать схему, по которой будет двигаться нокаутированная машина, и смогут полностью избежать их. При нокауте, движение, как правило, включает в себя замедление, раскачивание по трассе, за которым следует небольшой уклон влево или вправо (в зависимости от гоночной трассы).

### Модель повреждения
Все автомобили начинают каждую гонку со всеми доступными очками состояния. Столкновения и/или отклонения от курса приведут к заметному повреждению автомобилей и снижению очков за состояние автомобиля на протяжении всей гонки. Поездки по бездорожью, чаще всего, приводят к чрезмерному износу шин и повреждению подвески гоночных автомобилей. В любом случае, это явление приводит к штрафам за срезание путей; чрезмерные отклонения от курса могут сломать транспортное средство так же, как и чрезмерный удар по нему. Игроков, которые остаются на дороге, также может вознаградить, позволяя им больше врезаться, прежде чем их отметят как DNF(Did not finish/Не финишировавший).
Автомобиль игрока и автомобили противников могут быть повреждены до нуля очков состояния автомобиля. Когда это происходит, уход с гонки является вынужденным. Повреждения автомобиля наглядно отображаются на моделях, а также на индикаторе состояния, который показывает, насколько большие повреждения может получить автомобиль.

## Отзывы
Иэн Дрансфилд из VideoGamer.com оценил игру на 3 балла из 10 и заявил, что в ней "много идей, но нет отличных". Крис Ропер из IGN оценил игру на 4 балла из 10 и раскритиковал управление и искусственный интеллект, а также сказал, что многие автомобили "ездят очень, очень похоже". В своем обзоре он написал: "Alfa Romeo Racing Italiano, безусловно, интересна, но очень жаль, что в ней нет ничего хорошего. Здесь есть много хороших и уникальных идей, но ни одна из них не работает так хорошо, как могла бы или должна была быть". Грег Мюллер из GameSpot оценил игру в 4,5 балла из 10 и отметил, что, несмотря на выбор транспортных средств в игре, многие из них "являются просто разными версиями одной и той же модели". Мюллер также раскритиковал управление и графику, заявив, что ролевой аспект "делает безжизненные гонки немного интереснее", но "этого недостаточно, чтобы спасти скучные гонки и устаревший показ этой игры".